# Unirea Urziceni

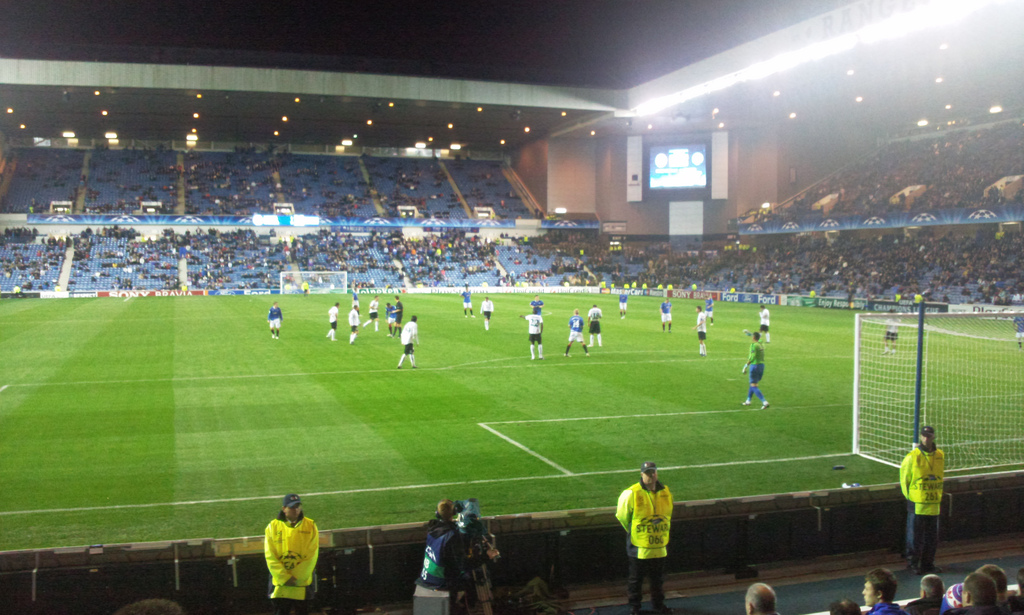
Rangers tegen Unirea Urziceni

Unirea Valahorum Urziceni was een Roemeense voetbalclub uit de stad Urziceni in het district Ialomița. De club werd opgericht in 1954.

## Geschiedenis
In 2003 promoveerde de club voor het eerst naar de Tweede klasse. In 2006 werd de club tweede achter Universitatea Craiova en promoveerde zo naar de hoogste klasse. Het eerste seizoen, 2006/07, in de hoogste voetbalklasse had het team een matige start, maar nadat voormalig Roemeens international Dan Petrescu en voormalig Steaua Boekarest voorzitter Mihai Stoica lid van de club werden, werden ook de prestaties beter en eindigde de club als tiende in het eerste seizoen. In het tweede seizoen, 2007/08, deed Unirea het weer een stuk beter, het eindigde vijfde en bereikte tevens de bekerfinale waar ze met 2-1 verloren van CFR Cluj, omdat CFR Cluj kampioen werd en zich daardoor voor de groepsfase van de Champions league kwalificeerde mocht unirea in de UEFA Cup 2008/09 spelen. In het derde seizoen op het hoogste niveau werd de club landskampioen en kwalificeerde zich voor het eerst voor de UEFA Champions League.
Dan Petrescu gaf zijn ploeg de bijnaam "Chelsea de Ialomita", omdat beide teams in het blauw spelen, en Dan nog steeds verbonden is aan zijn vroegere club, Chelsea FC.
In de zomer van 2011, besloot eigenaar Dumitru Bucșaru het team niet meer in te schrijven en Unirea Urziceni te ontbinden.

## Stadion
Unirea speelt haar thuiswedstrijden in het Tineretuluistadion met een capaciteit van 7.000 zitplaatsen. De UEFA Champions League 2009/10 wedstrijden zullen gespeeld worden in het Ghenceastadion van Steaua Boekarest, want het stadion van Unirea voldoet niet aan de eisen van de Uefa.

## Erelijst
Landskampioen
2009
Beker van Roemenië
Finalist: 2008

## In Europa
Uitslagen vanuit gezichtspunt Unirea Urziceni
| Seizoen | Competitie       | Ronde        | Land               | Club                     | Totaalscore | 1e W    | 2e W    | PUC  |
| ------- | ---------------- | ------------ | ------------------ | ------------------------ | ----------- | ------- | ------- | ---- |
| 2008/09 | UEFA Cup         | 1R           | Vlag van Duitsland | Hamburger SV             | 0-2         | 0-0 (U) | 0-2 (T) | 1.0  |
| 2009/10 | Champions League | Groep G      | Vlag van Spanje    | Sevilla FC               | 1-2         | 0-2 (U) | 1-0 (T) | 10.0 |
|         |                  | Groep G      | Vlag van Schotland | Rangers FC               | 5-2         | 4-1 (U) | 1-1 (T) | 10.0 |
|         |                  | Groep G (3e) | Vlag van Duitsland | VfB Stuttgart            | 2-4         | 1-1 (T) | 1-3 (U) | 10.0 |
| 2009/10 | Europa League    | 3R           | Vlag van Engeland  | Liverpool FC             | 1-4         | 0-1 (U) | 1-3 (T) | 10.0 |
| 2010/11 | Champions League | 3Q           | Vlag van Rusland   | FK Zenit Sint-Petersburg | 0-1         | 0-0 (T) | 0-1 (U) | 1.0  |
| 2010/11 | Europa League    | PO           | Vlag van Kroatië   | HNK Hajduk Split         | 2-5         | 1-4 (U) | 1-1 (T) | 1.0  |

Totaal aantal punten voor UEFA coëfficiënten: 12.0